# Sergej Beseda
Sergej Orestovič Beseda (rusky: Сергей Орестович Беседа; * 1. ledna 1954), je ruský politik a vládní zmocněnec, který byl mezi lety 2009 a 2024 vedoucím 5. služby (Služby operačních informací a mezinárodních vztahů) Federální bezpečnostní služby. Má hodnost generálplukovníka. V březnu 2022, během ruské invaze na Ukrajinu, mezinárodní média uvedla, že Beseda je držen v domácím vězení, údajně v důsledku poskytnutí nesprávných informací Putinovi o odporu Ukrajiny vůči invazi. Dne 8. dubna bylo oznámeno, že byl převezen do věznice Lefortovo.

## Životopis
V roce 2003 byl Beseda zástupcem vedoucího odboru - vedoucího Ředitelství pro koordinaci operativních informací odboru analýzy, prognózy a strategického plánování Federální služby bezpečnosti.
V roce 2004 se stal zástupcem vedoucího služby - vedoucího oddělení operačních informací Služby pro analýzu prognóz a strategického plánování Federální bezpečnostní služby.
Od roku 2009 byl Beseda vedoucím Operační informační služby a služby mezinárodních vztahů Federální bezpečnostní služby (5. služba). Ve dnech 20. a 21. února 2014 byl Beseda v Kyjevě s úkolem v kontaktu s SBU určit požadovanou úroveň fyzické ochrany ruského velvyslanectví na Ukrajině a dalších ruských institucí v Kyjevě. Žádal o schůzku s Viktorem Janukovyčem na toto téma, ale nebyl přijat.
Dne 4. dubna 2014 za účelem zjištění pravdy v rámci přípravného vyšetřování v trestním řízení o četných vraždách ukrajinských občanů spáchaných při masových akcích v Kyjevě ve dnech 18. až 22. února požádalo ukrajinské ministerstvo zahraničních věcí Rusko, aby objasnilo okolnosti Besedova pobytu na Ukrajině.
Dne 26. července 2014 byl Beseda zařazen na sankční seznam Evropské unie.
Dne 6. října 2014 podepsal Dohodu o vzájemné ochraně utajovaných informací s Goranem Matićem, ředitelem Kanceláře Národní bezpečnostní rady a ochrany tajných informací Srbska.
Dne 11. března 2022 investigativní novinář Andrej Soldatov oznámil, že Beseda je v domácím vězení kvůli Putinově nespokojenosti se selháním zpravodajských služeb ohledně invaze na Ukrajinu. K 18. březnu ruské velvyslanectví nereagovalo na žádost o komentář ke zprávě, ale americký úředník, s nímž mluvil list The Wall Street Journal, označil zprávu o zatčení za „věrohodnou“. Dne 8. dubna bylo oznámeno, že Beseda byl převezen do věznice Lefortovo.
V červnu 2024 po dosažení 70 let povinně odešel do výslužby. 20. března 2025 Sergej Ušakov, pobočník prezidenta Putina, oznámil Besedovo jmenování jako jednoho ze dvou hlavních vyjednavačů pro jednání s USA v Saúdské Arábii ohledně války na Ukrajině plánovaného na 23. března.

## Rodina
Má dva syny, Antona a Alexeje.